# Altavista (Virginie)
Pour le moteur de recherche, voir AltaVista.
La ville américaine d’Altavista est située dans le comté de Campbell, dans l’État de Virginie. Lors du recensement de 2010, sa population s’élevait à 3 450 habitants.

## Source
- (en) Cet article est partiellement ou en totalité issu de l’article de Wikipédia en anglais intitulé « Altavista, Virginia » (voir la liste des auteurs).